# 北の旅人 (南こうせつの曲)
北の旅人（きたのたびびと）は、1987年（昭和62年）9月21日にリリースされた南こうせつ通算23枚目のシングル。

## 概要
「北の旅人」は、NHK総合テレビジョン（北海道ローカル）の紀行番組『北海道中ひざくりげ』のテーマ曲として1987年4月の放送開始から2020年3月の終了まで33年間にわたって使用された。カップリングの「セレクションに5時」はアルバム『翔びそこねていた君へ』からのリカットである。
1994年にはシングル『それを恋人と呼べば』のカップリングに収録された他、公式ベスト・アルバムでは1995年の『25th Anniversary KOSETSU BEST』、2009年の『南こうせつの40曲』、2019年の『南こうせつの50曲』に収録されている。
なお、南のソロシングルとしては昭和最後の作品であり、最後のアナログ盤でもある。

## 収録曲
1. 北の旅人
作詞：庄司明弘／作曲：南こうせつ／編曲：石川鷹彦／演奏時間 3:32
NHK北海道『北海道中ひざくりげ』主題歌
2. セレクションに5時
作詞：高柳恋／作曲：南こうせつ／編曲：石川鷹彦／演奏時間 4:16